# Divisão polinomial
Em álgebra, a divisão polinomial é um algoritmo para dividir um polinômio por outro polinômio de menor ou igual grau, ou seja, uma versão generalizada da técnica aritmética de divisão . Considerando os polinômios {\displaystyle f(x)} e {\displaystyle g(x)}, em que o grau de {\displaystyle f(x)} é maior ou igual ao grau do polinômio não nulo {\displaystyle g(x)}, existe um único par de polinômios {\displaystyle q(x)} e {\displaystyle r(x)} tal que 
{\displaystyle {\frac {f(x)}{g(x)}}=q(x)+{\frac {r(x)}{g(x)}}} , ou seja, {\displaystyle f(x)=q(x)\cdot g(x)+r(x)},
sendo que, ou o grau de {\displaystyle r(x)} é menor do que o de {\displaystyle g(x)}, ou {\displaystyle r(x)} é nulo.  Dividir o dividendo {\displaystyle f(x)} pelo divisor não nulo {\displaystyle g(x)}, significa obter os polinômios {\displaystyle q(x)} e {\displaystyle r(x)}. O grau do quociente {\displaystyle q(x)} é igual ao grau do dividendo {\displaystyle f(x)} menos o grau do divisor {\displaystyle g(x)}. Se o resto {\displaystyle r(x)} for zero, o polinômio {\displaystyle f(x)} tem o polinômio {\displaystyle g(x)} como fator e diz-se que {\displaystyle f(x)} é divisível por {\displaystyle g(x)}.
Como {\displaystyle q(x)} e {\displaystyle r(x)} são unicamente definidos, não dependem do método utilizado para determiná-los.

## Método da chave
O método da chave consiste em um algoritmo baseado na clássica divisão de Euclides para números inteiros (também conhecida como método da chave), com as devidas adequações: 
{\displaystyle {\begin{matrix}f(x)&{\underline {\left|g(x)\right.}}\\\,&q(x)\\r(x)&\,\end{matrix}}}.

### Exemplo
Encontre o quociente e o resto da divisão de {\displaystyle x^{3}-2x^{2}-4} (dividendo) pelo divisor {\displaystyle x-3}.
No dividendo, todos os termos com expoentes inferiores ao maior devem ser escritos explicitamente, mesmo que os seus coeficientes sejam zero:
{\displaystyle x^{3}-2x^{2}+0x-4.}
O quociente e o resto podem ser determinados como segue:
1. Divide-se o primeiro termo do dividendo pelo termo de maior grau do divisor (aquele com a maior potência de {\displaystyle x}) e insere-se o resultado ({\displaystyle x^{3}\div x=x^{2}}) abaixo do divisor:
{\displaystyle {\begin{matrix}x^{3}-2x^{2}+0x-4&{\underline {\left|x-3\right.}}\\\,&x^{2}\end{matrix}}.}
2. Multiplica-se o divisor pelo resultado obtido (o primeiro termo de eventual quociente) e escreve-se o resultado ({\displaystyle x^{2}(x-3)=x^{3}-3x^{2}}) sob o dividendo:

{\displaystyle {\begin{array}{lc}x^{3}-2x^{2}+0x-4&{\underline {\left|x-3\right.}}\\x^{3}-3x^{2}&x^{2}\end{array}}}
3. Subtrai-se o produto recém obtido do dividendo e escreve-se o resultado ({\displaystyle x^{3}-2x^{2}-4-(x^{3}-3x^{2})=x^{2}-4}) embaixo:
{\displaystyle {\begin{array}{lc}x^{3}-2x^{2}+0x-4&{\underline {\left|x-3\right.}}\\{\underline {x^{3}-3x^{2}{\color {White}{00000000}}}}&x^{2}\\{\color {White}{00000}}x^{2}+0x-4&\,\end{array}}}

4. Repete-se as três etapas anteriores, com a observação que desta vez o polinômio que acaba de ser escrito é usado como dividendo:

{\displaystyle {\begin{array}{lc}x^{3}-2x^{2}+0x-4&{\underline {\left|x-3\right.}}\\{\underline {x^{3}-3x^{2}{\color {White}{00000000}}}}&x^{2}+x\\{\color {White}{00000}}x^{2}+0x-4&\,\\{\color {White}{00000}}{\underline {x^{2}-3x{\color {White}{0000}}}}&\,\\{\color {White}{00000000-}}3x-4&\,\end{array}}}

5. Repete-se a etapa 4 até que o polinômio resultado da subtração fique com grau menor do que o grau do divisor. Tal polinômio é o resto da divisão, sendo neste exemplo obtido no passo seguinte:

{\displaystyle {\begin{array}{lc}x^{3}-2x^{2}+0x-4&{\underline {\left|x-3\right.}}\\{\underline {x^{3}-3x^{2}{\color {White}{00000000}}}}&x^{2}+x+3\\{\color {White}{00000}}x^{2}+0x-4&\,\\{\color {White}{00000}}{\underline {x^{2}-3x{\color {White}{0000}}}}&\,\\{\color {White}{00000000-}}3x-4&\,\\{\color {White}{00000000-}}{\underline {3x-9}}&\,\\{\color {White}{00000000000000}}5&\,\end{array}}}

Finalizado o processo, pode-se escrever:
{\displaystyle {x^{3}-2x^{2}-4}=(x-3)\,\underbrace {(x^{2}+x+3)} _{q(x)}+\underbrace {5} _{r(x)}}.

## Método dos coeficientes a determinar
O método dos coeficientes a determinar, também chamado de método de Descartes, consiste em encontrar os coeficientes dos polinômios {\displaystyle q(x)} e {\displaystyle r(x)} pela relação
{\displaystyle f(x)=q(x)\cdot g(x)+r(x),}
de acordo com o grau que tais polinômios podem apresentar. Usam-se os fatos de que o grau do quociente {\displaystyle q(x)} é igual à subtração dos graus de {\displaystyle f(x)} e {\displaystyle g(x)} e de que o grau do resto {\displaystyle r(x)} é menor do que o grau de {\displaystyle g(x)} (ou igual no caso em que {\displaystyle g(x)} tem grau {\displaystyle 0}.

### Exemplo
Encontre o quociente e o resto da divisão de {\displaystyle f(x)=x^{2}+x+2} (dividendo) pelo divisor  {\displaystyle g(x)=x-1}.
Nota-se, inicialmente, que os graus de {\displaystyle f(x)} e {\displaystyle g(x)}  são, respectivamente, {\displaystyle 2} e {\displaystyle 1}, de modo que o grau de {\displaystyle q(x)} é {\displaystyle 1}, ou seja, {\displaystyle q(x)=ax+b}, com {\displaystyle a\neq 0}. Ainda, como o grau do resto é menor do que o grau de {\displaystyle g(x)}, {\displaystyle r(x)} tem grau zero, ou seja, {\displaystyle r(x)=c}. Substituindo em
{\displaystyle f(x)=q(x)\cdot g(x)+r(x),}
obtém-se:
{\displaystyle x^{2}+x+2=(ax+b)\cdot (x-1)+c\Rightarrow x^{2}+x+2=(ax^{2}-ax+bx-b)+c\Rightarrow x^{2}+x+2=(a)x^{2}+(-a+b)x+(-b+c)}
o que conduz ao seguinte sistema linear
{\displaystyle \left\{{\begin{matrix}a=1\\-a+b=1\\-b+c=2\end{matrix}}\right.},
o qual fornece {\displaystyle a=1}, {\displaystyle b=2} e {\displaystyle c=4}. Assim, {\displaystyle q(x)=x+2} e {\displaystyle r(x)=4}. Ou seja, {\displaystyle x^{2}+x+2=(x+2)\cdot (x-1)+4}.

## Divisões por polinômios do tipox−a{\displaystyle x-a}
Ao dividir um polinômio qualquer por um de grau 1 do tipo {\displaystyle x-a}, pode ser utilizado o Teorema do resto, o Teorema de D’Alembert e o Teorema do fator.
O Teorema do resto garante o resto de uma divisão de um polinômio {\displaystyle f(x)} qualquer por um polinômio do tipo {\displaystyle x-a}, com {\displaystyle a\in \mathbb {C} }, é igual a {\displaystyle f(a)}, ou seja, {\displaystyle r(x)=f(a)}. Já o Teorema de D’Alembert afirma que para que um polinômio {\displaystyle f(x)} seja divisível por {\displaystyle x-a} é necessário e suficiente que {\displaystyle a} seja raiz de {\displaystyle f(x)}, ou seja, que {\displaystyle f(a)=0}.
O Teorema do fator diz que se {\displaystyle k} é uma raiz de {\displaystyle f(x)}, com grau maior que zero, então o polinômio {\displaystyle x-k} é um fator de {\displaystyle f(x)}. Assim, {\displaystyle f(x)} é divisível por {\displaystyle (x-x_{1})} e por {\displaystyle (x-x_{2})}, com {\displaystyle x_{1}\neq x_{2}}, se, e somente se, {\displaystyle f(x)} for divisível por {\displaystyle (x-x_{1})(x-x_{2})}.
Com o disposto acima, para realizar a divisão de um polinômio {\displaystyle f(x)} por um polinômio do tipo {\displaystyle x-a} podemos utilizar o dispositivo ou algoritmo de Briot-Ruffini.

## Exemplo de código fonte
Neste exemplo, criamos dois objetos da classe PolynomialFunction, um representando o polinômio P(x) = x^4 + 2x^3 - 5x^2 + 4x + 3 e outro representando o polinômio Q(x) = x^2 + x - 2. Em seguida, utilizamos o método polynomialDivision da classe PolynomialFunction para realizar a divisão polinomial de P(x) por Q(x). O método retorna um array com dois objetos PolynomialFunction, o primeiro representando o quociente da divisão e o segundo representando o resto.
```
import
 
org.apache.commons.math3.analysis.polynomials.PolynomialFunction
;

import
 
org.apache.commons.math3.analysis.polynomials.PolynomialFunctionNewtonForm
;

import
 
org.apache.commons.math3.analysis.polynomials.PolynomialFunctionLagrangeForm
;

import
 
org.apache.commons.math3.analysis.polynomials.PolynomialFunctionNewtonForm.NevilleInterpolator
;

public
 
class
 
PolynomialDivisionExample
 
{

  

  
public
 
static
 
void
 
main
(
String
[]
 
args
)
 
{

    
// Criando o polinômio P(x) = x^4 + 2x^3 - 5x^2 + 4x + 3

    
PolynomialFunction
 
p
 
=
 
new
 
PolynomialFunction
(
new
 
double
[]
 
{
3
,
 
4
,
 
-
5
,
 
2
,
 
1
});

    

    
// Criando o polinômio Q(x) = x^2 + x - 2

    
PolynomialFunction
 
q
 
=
 
new
 
PolynomialFunction
(
new
 
double
[]
 
{
-
2
,
 
1
,
 
1
});

    

    
// Realizando a divisão polinomial P(x) / Q(x)

    
PolynomialFunction
[]
 
result
 
=
 
p
.
polynomialDivision
(
q
);

    
PolynomialFunction
 
quotient
 
=
 
result
[
0
]
;
 
// Quociente

    
PolynomialFunction
 
remainder
 
=
 
result
[
1
]
;
 
// Resto

    

    
// Exibindo o resultado da divisão polinomial

    
System
.
out
.
println
(
"Quociente: "
 
+
 
quotient
);

    
System
.
out
.
println
(
"Resto: "
 
+
 
remainder
);

  
}

}

```